# 1054
سنة 1054 كانت سنة بسيطة تبدأ يوم السبت (الرابط يظهر نموذج التقويم الكامل للسنة) من التقويم اليولياني.

## أحداث
- تكون سديم السرطان
- يقود السلطان طغرل بك جيشًا سلجوقيًا كبيرًا من أذربيجان إلى أرمينيا، ربما لتوطيد حدوده، مع توفير حافز لحلفائه التركمان في شكل نهب. يقسم طغرل جيشه إلى أربعة كتائب، ويأمر ثلاثة منهم بالانحراف إلى الشمال لشن غارة على وسط وشمال أرمينيا، بينما يأخذ الطابور الرابع باتجاه بحيرة فان. استولى الأتراك السلاجقة على قلعة أرتشيش ونهبوها بعد حصار دام 8 أيام.[4]
- استعاد المرابطون المركز التجاري لـ أودغست من إمبراطورية غانا. أدت الغارات المرابطية المتكررة، التي تهدف إلى السيطرة على تجارة الذهب عبر الصحراء، إلى تعطيل هيمنة غانا على طرق التجارة.

## مواليد
- أبو محمد القاسم الحريري أديب العربي وصاحب المقامات
- بوهيموند الأول

## وفيات
- غارسيا سانشيز الثالث ملك نافارا
- فخر الدين الكركاني
- ليون التاسع كهنوت ألماني
- ياروسلاف الحكيم